# Episodi di S.W.A.T. (serie televisiva 2017) (seconda stagione)
La seconda stagione della serie televisiva S.W.A.T., composta da 23 episodi, è stata trasmessa negli Stati Uniti d'America sul canale CBS, dal 27 settembre 2018 al 16 maggio 2019.
In Italia, la prima parte della stagione (episodi nº 1-14) è andata in onda in prima visione assoluta su Rai 2 dal 2 febbraio al 16 marzo 2019. La seconda (episodi nº 15-23) è stata trasmessa in prima visione assoluta dal 6 al 27 settembre 2019.
| n° | Titolo originale       | Titolo italiano      | Prima TV USA      | Prima TV assoluta Italia |
| -- | ---------------------- | -------------------- | ----------------- | ------------------------ |
| 1  | Shaky Town             | Trema la città       | 27 settembre 2018 | 2 febbraio 2019          |
| 2  | Gasoline Drum          | Senza scelta         | 4 ottobre 2018    | 2 febbraio 2019          |
| 3  | Fire and Smoke         | Fuoco e fiamme       | 11 ottobre 2018   | 9 febbraio 2019          |
| 4  | Saving Face            | Oltre le apparenze   | 18 ottobre 2018   | 9 febbraio 2019          |
| 5  | S.O.S.                 | Paura a bordo        | 25 ottobre 2018   | 16 febbraio 2019         |
| 6  | Never Again            | Mai più              | 1º novembre 2018  | 16 febbraio 2019         |
| 7  | Inheritance            | Eredità              | 8 novembre 2018   | 23 febbraio 2019         |
| 8  | The Tiffany Experience | Nella rete           | 15 novembre 2018  | 23 febbraio 2019         |
| 9  | Day Off                | Giorno libero        | 29 novembre 2018  | 2 marzo 2019             |
| 10 | 1000 Joules            | Una questione di DNA | 6 dicembre 2018   | 2 marzo 2019             |
| 11 | School                 | A scuola             | 3 gennaio 2019    | 9 marzo 2019             |
| 12 | Los Huesos             | Talpe                | 10 gennaio 2019   | 9 marzo 2019             |
| 13 | Encore                 | I redentori          | 31 gennaio 2019   | 16 marzo 2019            |
| 14 | The B-Team             | Le riserve           | 7 febbraio 2019   | 16 marzo 2019            |
| 15 | Fallen                 | Nel mirino           | 14 febbraio 2019  | 6 settembre 2019         |
| 16 | Pride                  | Orgoglio             | 21 febbraio 2019  | 6 settembre 2019         |
| 17 | Jack                   | Fuorigiri            | 7 marzo 2019      | 13 settembre 2019        |
| 18 | Cash Flow              | Cose non dette       | 4 aprile 2019     | 13 settembre 2019        |
| 19 | Invisible              | Invisibili           | 18 aprile 2019    | 20 settembre 2019        |
| 20 | Rocket Fuel            | Un conto in sospeso  | 25 aprile 2019    | 20 settembre 2019        |
| 21 | Day of Dread           | Sotto accusa         | 2 maggio 2019     | 27 settembre 2019        |
| 22 | Trigger Creep          | Grilletto facile     | 9 maggio 2019     | 27 settembre 2019        |
| 23 | Kangaroo               | Giustizia sommaria   | 16 maggio 2019    | 27 settembre 2019        |

## Trema la città
- Titolo originale: Shaky Town
- Diretto da: Billy Gierhart
- Scritto da: Michael Jones-Morales

### Trama
La squadra si trova in una situazione di stallo. Trafficanti di esseri umani tengono in ostaggio dei bambini, ma durante questa operazione un grave terremoto colpisce Los Angeles mettendo a rischio il salvataggio dei bambini. Hondo e il procuratore distrettuale Nia Wells trovano un inaspettato feeling. Street ha difficoltà ad adattarsi alla sua nuova vita da agente di pattuglia.
- Guest star: Nikita Dionne (Nia Wells), Juan Javier Cardenas (Beni), Joseph Lee Anderson (Tony), Gene Farber (Drummond), Jimmy Jean-Lous (Desir), Sumalee Montano (Gwen), Lee Chesley (Jan), Alexander Charles Arzu (Isacco), Mataeo Mingo (James), Camden Coley (Paul), Aiden Berryman (Stanley), Lynn Adrianna (Carol), ER Ruiz (Jax), Beau Casper Smart (Kaden), Michael Trucco (Eric), Betty Murphy (Signora Perkins), Wali Habib (Nick), Molly Erdman (Infermiera), Christina Craddick (Stacey), Dmitri Schuyler (Teen Boy), Minerva Garcia (Amministratore dell’ospedale).
- Ascolti USA: 4 700 000 telespettatori[2]
- Ascolti Italia: 1 234 000 telespettatori – share 5,19%[3]

## Senza scelta
- Titolo originale: Gasoline Drum
- Diretto da: John Showalter
- Scritto da: Aaron Rahsaan Thoma

### Trama
La SWAT insieme al loro ex membro Jim Street cerca di rintracciare una donna e suo figlio che fuggono da un cartello della droga. Nel frattempo, Hondo scopre che il figlio adolescente del suo amico incarcerato ha preso una scelta sbagliata. Luca, che cerca casa, pensa di acquistarla tramite un programma governativo che consente agli ufficiali di comprare immobili nei quartieri a rischio.
- Guest star: Nikiva Dionne (Nia Wells), Juan Javier Cardenas (Beni), Joseph Lee Anderson (Tony), Michael Beach (Leroy), Deshae Frost (Darryl), Jason Kelley (Agente Floyd), Victoria Hande (Giubileo), Lola Su Welch (Ela), Kaden Naficy (Rudy), Tiffany Lonsdale (Kamile), Amir Khalighi (Omega One), Luis A. Miranda Jr. (Manny), Julien Ari (Arachidi), Matt Lasky (Casino Gangster), Alain Washnevsky (Cowboy), Victor Buno (Residente locale), Gemma Dadourian (Andrea).
- Ascolti USA: 5 210 000 telespettatori[4]
- Ascolti Italia: 1 211 000 telespettatori – share 5,47%[3]

## Fuoco e fiamme
- Titolo originale: Fire and Smoke
- Diretto da: Billy Gierhart
- Scritto da: Alison Cross

### Trama
Il team SWAT insieme al procuratore distrettuale Nia Wells tentano di proteggere la giuria di un caso molto complicato. Accade che le loro famiglie vengano minacciate con bombe. Cortez viene informata che per i tagli di bilancio il personale della SWAT sarà nuovamente impegnato in pattuglia. Questo contribuisce a rallentare la loro carriera, compresa quella di Tan.
- Guest star: Nikiva Dionne (Nia Wells), Juan Javier Cardenas (Beni), Joseph Lee Anderson (Tony), Obba Babatundé (Daniel Harrelson, Sr.), Ramiz Monsef (Petrosiano), David Diann (Terzian), Rocky Abou-Sakher (Tomas), Hovhannes Babakhanyan (Arpad), Paul Antonio Becker (Sammy), Scot Ruggles (Eddie), Joanne Spracklen (Inez), Nigel Gibbs (Giudice Shelton), Hrach Titizian (Peter), Franco Vega (Sergente Cardenas), Christian Benz Belnavis (Ufficiale giudiziario), Robby Descant (Cameraman), Munda Razooki (Contraente), Gemma Dadourian (Andrea), William Charlton (Foreperson), Hope Shapiro (giurato # 2), Nelson Grande (Guardia).
- Ascolti USA: 5 400 000 telespettatori[5]
- Ascolti Italia: 974 000 telespettatori – share 3,93%[6]

## Oltre le apparenze
- Titolo originale: Saving Face
- Diretto da: Bill Roe
- Scritto da: A.C. Allen

### Trama
Il team SWAT lavora con Eric Wells, un marshal degli Stati Uniti che è anche ex marito di Nia, per arrestare un criminale che deruba le spedizioni di droga. Street ha scoperto che sua madre comprava e nascondeva la cocaina nella borsa. Chiamandola, le dice di essere egoista e decide di andar via di casa. Inoltre, Street rivela a Hondo la volontà di tornare in squadra. Hondo riesce a dargli un'opportunità facendolo ripartire dall'accademia.
- Guest star: Nikiva Dionne (Nia Wells), Sherilyn Fenn (Karen Street), Michael Trucco (Eric Wells), Sumalee Montano (Gwen), Lee Dawson (Barlow), Andrew James Allen (Billy), Anthony Ma (Chan), Mike Randleman (Clem), Christopher Carrington (Foreman Cox), Scott Gilliard (Senzatetto donna), Nicki Micheaux (Leah), Will Leong (Kwon), Treisa Gary (Ufficiale Reese), Jim Lau (Zio Yang), Robert Michael Lee (Aaron Cho), Bryan Cartago (Mah), Eric Wang (Sonny), Kerry Wong (Que).
- Ascolti USA: 5 490 000 telespettatori[7]
- Ascolti Italia: 974 000 telespettatori – share 4,26%[6]

## Paura a bordo
- Titolo originale: S.O.S.
- Diretto da: Larry Teng
- Scritto da: Andrew Dettmann

### Trama
Hondo e Chris si infiltrano su una nave da crociera dirottata per minare il piano dei dirottatori di dirigersi in Messico con la droga. Il resto della squadra lavora per identificare i criminali. Grazie all'aiuto di un passeggero, che ha un telefono satellitare, e al Capo della sicurezza della nave, trovano il leader del gruppo e sventano la minaccia. Street affronta il suo primo giorno all'accademia. Si rivela difficile perché Luca, che è ancora adirato, è uno degli istruttori. Alla fine Luca vince la scommessa contro Mumford. Diventa amico di Devlin, nuovo allievo dell'accademia.
- Guest star: Lou Ferrigno, Jr. (Rocker), Bre Blair (Annie Kay), Arlen Escarpeta (Devlin), Tom Schanley (Capitan Barnett), Josh Cooke (Connor Reeves), Eva Ceja (Julie Reeves), Rhys Coiro (Remy), Rob Welsh (Colton), Christian Kane (Mr. X), Jack Conley (Weller), Riley Rose Critchlow (Riley), Gilbert J. Menchaca (Lavoratore), Caity Ware (secondo ufficiale), Torrey Drake (Rudy), Michael J. Gonzales (Property Manager), Christopher Troy (Mark Bowman), Clarrel Pope (Wrench Man)[tradurre], Hardy Awadjie (Guardia di sicurezza).
- Ascolti USA: 5 360 000 telespettatori[8]
- Ascolti Italia: 1 297 000 telespettatori – share 5,83%[9]

## Mai più
- Titolo originale: Never Again
- Diretto da: Marc Roskin
- Scritto da: Craig Gore

### Trama
Un gruppo di ladri armati colpisce diversi commercianti di diamanti nel centro di Los Angeles. La SWAT determina quale sarà il prossimo preso di mira. Cortez scopre e informa la squadra che i tre spacciatori sono collegati alla mafia israeliana. In precedenza evitano un bagno di sangue contro la folla russa. Dopo aver ucciso uno dei sospetti in uno scontro a fuoco, Hondo scopre che il sospetto è una donna. Il gruppo è costituito di sole donne israeliane, con visto studentesco, che agiscono spinte da motivi personali. Hondo, scioccato dalla morte della sospetta, cerca conforto da Charice, sua madre. Street si preoccupa che Luca, ora suo istruttore all'accademia, non si vendichi contro di lui. Chris riceve una proposta dalla donna con cui sta uscendo: una relazione poliamorosa con il suo ragazzo.
- Guest star: Debbie Allen (Charice Harrelson), Claire Coffee (Kira), Daniel Lissing (Ty), Lidiya Korotko (Shoshonah), Inbal Amirov (Dania), Leeron Amiel (Tori), Mark Ivanir (Cohen), Sean Riggs (Strickland), Chelsea Marie Davis (Chelsea), Richard Neil (Direttore LCJ), George Tovar (Zio Sarzo), Ani Sava (Zia Helena), Julia Garcia (Aprile), Jared Boghosian (Nicholas), Joe Abraham (manager Frankel), Amy Sturdivant (Amy).
- Ascolti USA: 5 220 000 telespettatori[10]
- Ascolti Italia: 1 216 000 telespettatori – share 6,03%[9]

## Eredità
- Titolo originale: Inheritance
- Diretto da: Romeo Tirone
- Scritto da: Kent Rotherham

### Trama
Una giovane donna, figlia di un magnate di Internet, e il suo ragazzo vengono rapiti da un gruppo di criminali. Sembrano appartenere all'esercito di liberazione simbionese coinvolto nel rapimento di Patty Hearst. La SWAT esamina il diario del defunto nonno di Luca con l'aiuto di suo padre, Carl. Intanto, Hondo si reca in Arizona con Nia a un seminario di addestramento della SWAT e subisce razzismo da parte di un soldato statale. Devlin viene scelto come nuovo membro, ma Deacon, attualmente sostituto capo, offre a Street di tornare per un giorno. La squadra sventa il piano del criminale e salva la donna, mentre i rapitori fuggono. Hicks e Hondo arruolano Street nella SWAT in prova per sei mesi. Alla fine, i rapitori trasmettono un video in cui minacciano altri crimini se la società non cambia.
- Guest star: Nikiva Dionne (Nia Wells), Arlen Escarpeta (Devlin), Michael O’Neill (Carl Luca), Bess Armstrong (sindaco Barrett), Greg Audino (Nate), David Chisum (Tucker), Sofia Vassilieva (Lauren), Luke Forbes (Cinque), Seri DeYoung (Gelina), Jordan Farris (Paul), Derek Phillips (Reid), Rick Cramer (Vice Capo Braun), Andy Marques (Ufficiale Salazar), Briana Kennedy (Ufficiale Sweeney), Nicola Lambo (Beat Cop), Laurie Perez (Reporter #1), Joy Benedict (Reporter #2), Jacquie Barnbrook (Teller), Sharon Tay (TV Reporter), Pamela Mitchell (Night Manager), Daniel Leavitt (Teko), Chad Mason (Will)
- Ascolti USA: 5 130 000 telespettatori[11]
- Ascolti Italia: 1 298 000 telespettatori – share 5,55%[12]

## Nella rete
- Titolo originale: The Tiffany Experience
- Diretto da: Guy Ferland
- Scritto da: VJ Boyd

### Trama
La squadra SWAT cerca uno stalker che insegue Tiffany, una vlogger e star dei social media, dopo che il pericoloso stalker trasforma un evento per i fan in una sparatoria nella quale Jessica è in pericolo. Street e Luca hanno un lungo confronto, per tentare di superare ogni incomprensione che li divide.
- Guest star: Ronni Hawk (Tiffany), Zack Evans (Tristan), Cathy Cahlin Ryan (Dr. Wendy), Claire Coffee (Kira), Daniel Lissing (Ty), Shanley Caswell (Sarah), Izabella Alvarez (Amy), Devon Graye (Pete), Kale Clauson (Bob), Kenneth Meseroll (Mike), Max Cutler (JD), William Greenburg (Landon), Joseph V. Oreste (Larry).
- Ascolti USA: 5 130 000 telespettatori[13]
- Ascolti Italia: 1 259 000 telespettatori – share 5,96%[12]

## Giorno libero
- Titolo originale: Day Off
- Diretto da: Lexi Alexander
- Scritto da: Sarah Alderson

### Trama
Nel loro giorno libero, Street e Chris aiutano Luca a ristrutturare la sua nuova casa, ma presto dovranno ricorre allo zio di Chris, un costruttore che si occuperà della casa. Fuori dalla casa, mettono in riga un gruppo di gangster che occupano il parco per bambini. Deacon, Tan e Mumford si occupano di liberare degli ostaggi, mentre Hondo salva sua sorella Brianna da uno stupratore seriale che l'ha drogata in un night club. Intanto, Mumford scopre che uno degli ostaggi è un sospetto ricercato che vuole vendetta. Ha intenzione di uccidere chi reputa responsabile di averlo fatto finire in prigione. Hondo non può arrestare l'aspirante stupratore di sua sorella perché non trova prove e lo minaccia. Nia interrompe la relazione con Hondo.
- Guest star: George Tovar (Zio Sarzo), Javier Bolanos (Tomas), Candace Hammer (Deborah), Samira Izadi (Rubina), Gabriel Oliva (Barista), Karina Wolfe (Candy), Mandy Levin (Dani), Frank Bond (Detective Barker), Cody Digerolamo (Drew), Steve Louis Villegas (Marcos), Ernestine Phillips (Iris), Shawn Ashmore (Liam), Pooja Batra (Rachel), Kamran Khan (Samir), Kerry Knuppe (Sasha), David Gurrola (Shorty), Joanna Bronson (Vera), Justice Alan (Timo), Alaina Fleming (Detective #1), Seth Duhame (Charlie).
- Ascolti USA: 5 200 000 telespettatori[14]
- Ascolti Italia: 1 405 000 telespettatori – share 6,26%[15]

## Una questione di DNA
- Titolo originale: 1000 Joules
- Diretto da: David Rodriguez
- Scritto da: Craig Gore

### Trama
La squadra deve recuperare decine di kit di prove del DNA rubati da un laboratorio della polizia di Los Angeles. Durante il furto viene aggredito un amico intimo del capitano Hicks. Nel frattempo, Deacon deve affrontare i problemi finanziari e questo rende difficile concentrarsi sul suo ruolo nella divisione SWAT.
- Guest star: Laura James (Molly), Ayumi Izuka (Dr. Niles), Kari Coleman (Rebecca Cates), Tim Holmes (Seeley), Bing Milo (Matani), Tia Kaiulani (Ramona), Nupier Garrett (Terrell), Anthony Bonaventura (Gembetta), Dieterich Gray (Tony Barker), Nicole Dele (Alice), David Gautreaux (Edward Yanick), Dan Istrate (Kerostena), Kareem Grimes (Little Redl), Jesus Ruiz (Capo Rivera), Sean Muramatsu (Agente DEA Cho), Jonny Berryman (Donald), Monica Garcia (DC Rickert), John Barbolla (Capitano di LAFD), Kristopher Giacomazzi (Uriah), Hugh Aodh O’Brien (sergente Wilson), James Peyton (Cory Barker), Ryan Sangster (Cox).
- Ascolti USA: 5 340 000 telespettatori[16]
- Ascolti Italia: 1 269 000 telespettatori – share 6,18%[15]

## A scuola
- Titolo originale: School
- Diretto da: Billy Gierhart
- Scritto da: Robert Wittstadt

### Trama
La squadra SWAT rivive il passato quando ricevono l'allarme di una sparatoria che sta per verificarsi in una scuola di liceali. La squadra cerca di sventare la nuova minaccia. Allo stesso tempo tornano indietro alla vecchia sparatoria.
- Guest star: Meredith Monroe (Ainsley), Daniel Robbins (Patrick), Chi-Lan Lieu (Diane), Geoffrey Kennedy (Elia), Michael Chandler (Justin), Amanda Lowe-Oadell (Lila Kay), Megan Lee (Lila), Katherine Landry (Kenzie), Kyle Butenhoff (Kurt), Momo Lightner (Ufficiale Rachel), Alexia Pearl (Miss Adams), Loretta Fox (Cullen), Mark Atteberry (O’Neil), Xavi Israel (Responsabile delle risorse Robert), James McAndrew (Scott Camp), Andrea Savo (Tess Camp), Elise Robertson (Sheila Franz), Horace Dodd (sergente Terrance), Vika Stubblebine (Whitney), Joseph Aceves (Studente spaventato), Juan Martínez (Studente rannicchiato), Alexandra Lemosle (Parentato scioccato #1), Trae Ireland (Parentato scioccato #2), Jesse Bernstein (Genitore curioso n.1), Carie Kawa (Genitore curioso n.2), Mike Kersey (Genitore preoccupato n.1), Karen Strassman (Genitore preoccupato n.2), Cassandra Bernard (Running Kid).
- Ascolti USA: 5 990 000 telespettatori[17]
- Ascolti Italia: 1 261 000 telespettatori – share 5,75%[18]

## Talpe
- Titolo originale: Los Huesos
- Diretto da: Alex Kalymnios
- Scritto da: Michael Jones-Morales

### Trama
Jessica e Chris vanno sotto copertura in Messico soli e senza sostegno. Devono salvare un agente federale messicano rapito da un cartello della droga. Jessica si era già infiltrata nel cartello anni prima, così decide di rimettere in piedi il suo vecchio alias. Nel frattempo, Charice, la madre di Hondo, è impegnata in piccole riparazioni nella sua abitazione e Hondo è preoccupato per lei a causa delle sue condizioni.
- Guest star: Debbie Allen (Charice Harrelson), Juan Javier Cardenas (Beni), Gerardo Celasco (David Arias), Luis Bordonada (Raul), Anjali Bhimani (Agente Benson), Alex Fernandez (Agente Romero), Alejandro Barrio (Adrian), Tyler Capri Clark (Tanya), Julio Cesar Ruiz (Flaco), Abraham Luna (Chato), Andrew Tinpo Lee (Kevin), Ricardo Adam Zarate (Rico), Reece Schaberg (Ciad), Michael Fitzgerald (Ryan), Robert Garcia (Hector), Enrique Rodríguez (Paco), Essined Aponte (Gabi), Perdo Guinti (sergente Terrance), Gerardo “Pichicuas” Martinez (Creepy Guy).
- Ascolti USA: 5 910 000 telespettatori[19]
- Ascolti Italia: 1 170 000 telespettatori – share 5,99%[18]

## I redentori
- Titolo originale: Encore
- Diretto da: Rob Greenlea
- Scritto da: Munis Rashid

### Trama
La squadra SWAT compete per trovare un gruppo di estremisti che sfugge alla cattura da mesi. I criminali hanno come obiettivi cinque società che ritengono corrotte. Vengono prese in ostaggio in cambio di un riscatto di cinquecento milioni di dollari. Nel frattempo, Hondo lotta contro le sue inquietudini che iniziano a influenzare le decisioni che prende come leader della sua squadra.
- Guest star: Bess Armstrong (sindaco Barrett), Luke Forbes (Cinque), Seri DeYoung (Gisela), Alastair Bayardo (Cujo), Jason Lin (Ufficiale Abbott), Jake Thomas (Bayo), Alison Rood (Becca), Yumari Morales (Bridget), Vincent Duvall (Dewitt), Liz Burnette (Martinez), Siaka Massaquoi (Yonas), Lupe Carranza (Janet), Garry Guerrier (Leone), Verity Branco (Jen), Tyson Turrou (Alan), Michael DiBacco (Richard)
- Ascolti USA: 5 680 000 telespettatori[20]
- Ascolti Italia: 1 081 000 telespettatori – share 4,91%[21]

## Le riserve
- Titolo originale: The B-Team
- Diretto da: Maja Vrvilo
- Scritto da: VJ Boyd

### Trama
Hondo riabbraccia una vecchia fiamma quando collabora insieme all'FBI per arrestare un gruppo di separatisti giapponesi. Intanto, la SWAT lotta per vincere un torneo di beneficenza contro i Vigili del Fuoco.
- Guest star: Tricia Helfer (Agente speciale dell’FBI Elle Trask), Eric Dickerson (Capo Brinkle LAFD), James Harrison (LAFD Social Media Manager Marcus King), Willie McGinest (Vigile del fuoco Ryan Cook), Michael Sasaki (Tanaka), Soji Arai (Kaito), Michael Broderick (Agente Phillips), Melanie Minichino (Jamie), Rick Kumazawa (Tomo), David Rees Snell (Detective Burrows), Nicholas Harsin (Albert), Hira Ambrosino (Mrs. Yara), Ken Narasaki (Mr. Yara), Alex Shimisu (Kenta), Bill Herenda (Emcee), Billy J. Collins (Ref), Philip Tan (Agente TSA Kurata), Surawit Sae Kang (uomo armato giapponese #2) Jake Huang (uomo armato giapponese #3)
- Ascolti USA: 4 960 000 telespettatori[22]
- Ascolti Italia: 927 000 telespettatori – share 4,76%[21]

## Nel mirino
- Titolo originale: Fallen
- Diretto da: Guy Ferland
- Scritto da: Michael Gemballa

### Trama
Due agenti di polizia sono brutalmente uccisi. La SWAT cerca di scavare nel loro passato sapendo che Cris aveva lavorato con loro anni fa e aveva notato molte incongruenze negli arresti che facevano. Nel frattempo, Deacon è sotto pressione per il parto imminente della sua bambina.
- Guest star: Joseph Raymond Lucero (Martinez), Sterling Jones (Ballard), Derrick L. McMillon (Big Tre), Lee Coc (Cardozo), David Reese Snell (Detective Burrows), Diana Elizabeth Jordan (Donna anziana), John Vargas (Esteban), Adolfo Alvarez (Gio), Julio Macias (Hector), Dreah Marie (Indira), Aurelio De Anda (Omar), Samira Izadi (Rubina), David Paladino (sergente Artiaga), Anthony D. Washington (Singolo), Alimi Ballard (Ufficiale Thompson), Michelly Farias (Vera), Eddie Shin (Ufficiale Wong), DeJean Brown (capo dell’equipaggio Drummond).
- Ascolti USA: 5 590 000 telespettatori[23]
- Ascolti Italia: 949 000 telespettatori – share 4,94%[24]

## Orgoglio
- Titolo originale: Pride
- Diretto da: Nina Lopez-Corrado
- Scritto da: Matthew T. Brown

### Trama
Il team deve salvaguardare l'evento dell'orgoglio LGBTQ a Los Angeles, ma l'investimento di una coppia gay innesca un'ondata di violenza. Il caso scalda l'animo di Chris, ma riunisce anche Hicks con suo figlio JP, un ex tossicodipendente gay e attivista. Nel frattempo, la madre di Street rischia di essere rimandata in prigione per aver saltato gli ultimi due incontri. Victoria, la figlia neonata di Deacon, deve essere operata. Negato il prestito da una banca, Deacon ricorre a Mickey, un criminale che aveva arrestato tempo prima.
- Guest star: Sterling Beaumon (JP Hicks), Jim Meskimen (Wayne Storm), Deniz Akdeniz (Micah), Bess Armstrong (Sindaco Barrett), Nicki Micheaux (Leah), Akrosia Samson (dott. Moon), Candice Ramirez (Trista), David Meunier (Mickey), S. Zylan Brooks (RHD Detective Godfrey), Julie Rei Goldstein (Avallon), London Kim (dott. Gorham), Dan Bauer (Jasper), Dedan Donovan (Dennis), Aaron Goddard (Sostenitore arrabbiato di Storm), Brent Chase (Dave Jansen)
- Ascolti USA: 5 470 000 telespettatori[25]
- Ascolti Italia: 804 000 telespettatori – share 5,18%[24]

## Fuorigiri
- Titolo originale: Jack
- Diretto da: Larry Teng
- Scritto da: Kent Rotherham

### Trama
La squadra indaga su un furto di auto, ma tutto si complica quando trovano l'eroina nascosta al loro interno. Nel frattempo, Hondo si fa carico di Darryl e sua madre. Deacon a causa del congedo di malattia non riesce a restituire il prestito e Mickey prova a chiedergli un favore. Dopo essere stato colpito e aver contribuito a risolvere il caso, Mumford deve capire quale sarà il suo futuro nella SWAT. Decide di licenziarsi e dare il preavviso di 30 giorni.
- Guest star: Debbie Allen (Charice Harrelson), Deshae Frost (Darryl), Christine Horn (Justine), Diego Wallraff (Bettiga), Dylan Arnold (Whip), Sam Duffy (Caspar), John Budinoff (Jace), Richard Chiu (Diesel), Claudia De Vasco (Medico), Vanessa Giselle (Eve), James C. Victor (Galvin), Matt Kaminsky (Gary), Isidoro Perez (Detenuto #2), David Meunier (Mickey), Thai Edwards (Marlow), Teddy Lane, Jr. (Ronald), Tess Lina (Detective Schumacher), René Ashton (Sharon).
- Ascolti USA: 5 580 000 telespettatori[26]
- Ascolti Italia: 990 000 telespettatori – share 4,97%[27]

## Cose non dette
- Titolo originale: Cash Flow
- Diretto da: Billy Gierhart
- Scritto da: Andrew Dettmann e Amelia Sims

### Trama
Hondo e Ruiz, un suo vecchio compagno dei Marine con cui ha prestato servizio in Somalia oltre venti anni fa, collaborano per trovare Erik Maddox, un detenuto reo confesso di rapine violente, ora evaso dalla prigione grazie a dei criminali che usano armi militari rubate. Si scopre che le armi sono state rubate dalla base di Ruiz e servono per rubare i contanti ritirati dalla circolazione e destinati alla distruzione. Ruiz vuole togliere la missione a Hondo, ma i due sono costretti a respingere le loro differenze per recuperare le armi e i soldi rubati, oltre che a fermare i criminali. Deacon non può pagare completamente il suo debito, così Mickey chiede un altro favore. In preda alla disperazione Deacon tenta di impossessarsi dei soldi rubati, ma confesserà tutto a Hondo. Lui e Luca ripagano il debito e avvertono Micky di lasciar stare Deacon. Nel frattempo, Chris si prepara per dare l'addio a Champ, suo ex compagno nella unità cinofila, a causa di una malattia. Questo la costringe ad affrontare alcune verità sulla sua relazione con Ty e Kira.
- Guest star: Daniel Lissing (Ty), Joseph Melendez (Ruiz), Christopher Matthew Cooke (Maddox), Jessica Lynn Parsons (Grace), Adam William Zastrow (Jonah), Samira Izadi (Rubina), Arianne Alexander (Capitano Longoria), Danielle Argyros (Lea), Cameron Gharaee (Lloyd), Julienne Irons (Ufficiale Oslin), David Meunier (Mickey), Crispin Alapag (Barnes), Phil Tyler (Guardia), John Orantes (Tito), Frederick Lawrence (Capo della sicurezza Wagner).
- Ascolti USA: 4 730 000 telespettatori[28]
- Ascolti Italia: 883 000 telespettatori – share 5,65%[27]

## Invisibili
- Titolo originale: Invisible
- Diretto da: John Terlesky
- Scritto da: A.C. Allen

### Trama
Luca, Street e Chris cercano un bambino scomparso, figlio della vicina, di nome Timo. Dopo averlo trovato, scoprono che è stato testimone di un rapimento perpetrato da due finti agenti dell'immigrazione. Questo gruppo di ladri prende di mira le lavoratrici domestiche, che lavorano in case di lusso con lo scopo di ottenere informazioni su abitazioni e proprietari per poi svaligiarle. Nel frattempo, Hondo adotta Darryl facendolo diventare membro della sua famiglia. Inoltre al quartier generale della SWAT si prepara una grande festa per il pensionamento di Mumford, che verrà ringraziato dalla prima ragazza che ha salvato, divenuta moglie e madre grazie a lui.
- Guest star: Lou Ferrigno, Jr. (Rocker), Debbie Allen (Charice Harrelson), Deshae Frost (Darryl), David Rees Snell (Detective Burrows), Justice Allen (Timo), Joanna Bronson (Vera), Stacey Travis (Nikki), Doris Morgado (Sosie), Bryan Lugo (Elvin), Jessica Erin Martin (Felicia), Romeo Brown (Harold), Chris Alvarenga (Isco), Judith Moreland (Tallulah), Krystian Alexander Lyttle (Kane), Kristen Henry King (Ufficiale Rowe), Steve Louis Villegas (Marcos), Virginia Montero (Mrs. Galvez), Lucas Armendariz (Rondell), David Gurrola (Shorty), Cassandra Relynn (Kaypri), Eric Davis (Xavier), Taylor Blackwell (Drina), Jules Bruff (Sig.ra Steinburg), Bunnie Rivera (Rosario), Danielle Langlois (Shelly), Alexander Catalano (Roscoe), Dustin Ryder Jones (Randall).
- Ascolti USA: 5 090 000 telespettatori[29]
- Ascolti Italia: 883 000 telespettatori – share 4,21%[30]

## Un conto in sospeso
- Titolo originale: Rocket Fuel
- Diretto da: Laura Belsey
- Scritto da: Craig Gore e Ryan Keleher

### Trama
La polizia chiama la SWAT per intervenire in un conflitto a fuoco con degli uomini barricati in una casa. Mentre i primi due vengono arrestati, un terzo aggredisce Deacon e Street. Si scopre che è in preda a crisi dovute alla droga che stava tagliando in quella casa. Così oltre a scoprire un laboratorio di droga, capiscono che la droga prodotta è del PCP soprannominato "Rocket Fuel" che non si vedeva sulle strade da vent'anni. Tan rivela che suo cugino è morto a 18 anni a causa di essa, e che è per lui che ha deciso di diventare poliziotto. Nel frattempo, Hondo incoraggia Darryl a continuare nella ricerca di un lavoro anche se viene rifiutato per i suoi precedenti. Street si preoccupa quando la sua banca telefona avvertendolo di una frode fatta con la sua carta di credito, pensando che possa essere stata sua madre, al momento irreperibile; Chris riceve da Ty e Kira la proposta di vivere con loro ed è combattuta. Alla fine dell'episodio, si tiene un evento per ringraziare chi ha donato al fondo per i figli degli agenti caduti in servizio a cui partecipano tutti: Chris, che si è fatta accompagnare da Ty e Kira per presentarli ufficialmente ai colleghi, ha una discussione con Annie, la moglie di Deacon, la quale disapprova il suo "stile di vita" (ovvero il fatto di stare con un ragazzo e una ragazza contemporaneamente) e le dice che, se lo avesse saputo prima, non le avrebbe chiesto di essere la madrina della piccola Victoria. Allora Chris lascia il ricevimento da sola e finisce a casa di Street, che è in giardino a bere birra: i due iniziano a sfogarsi a vicenda sulle rispettive questioni (lui sulla madre, lei sulla sua "doppia" relazione) e all'improvviso, trovandosi a pochi centimetri di distanza, si "fanno prendere" dal momento e scatta un bacio, ma entrambi si rendono subito conto del gesto, lui si scusa e lei va via. Tornata da Ty e Kira (che erano preoccupati perché non avevano sue notizie), Chris comunica loro di voler accettare la proposta.
- Guest star: Bre Blair (Annie Kay), Deshae Frost (Darryl), Debbie Allen (Charice Harrelson), Claire Coffee (Kira), Daniel Lissing (Ty), Erwin Stone (Chef J), John Gloria (Sergente Davis), Dalon J. Holland (Kyree), Greg Eagles (Roland), Tia Valentine (Monica), Nicholas "Slick" Stewart (Jarius), Chris Lee (Peter "PC-Pak" Watkins), Ethan Drake Davis (New Dollar), Roshawn Briscoe (Guardia del corpo), Casper Nelson (Chipper), Tom Ayers (Mac), Larissa Alonso (Mandy), Amanda Lowe-Oadell (Lila), Dominic Hoffman (Ben Mosley), Phylicia A. Wissa (Ufficiale Battis), Arcadio Cadena (Ufficiale Codero), Anahi Bustillos (Rose).
- Ascolti USA: 5 010 000 telespettatori[31]
- Ascolti Italia: 736 000 telespettatori – share 4,44%[30]

## Sotto accusa
- Titolo originale: Day of Dread
- Diretto da: Alrick Riley
- Scritto da: Alison Cross

### Trama
Un civile viene inavvertitamente ucciso in un blitz della squadra per catturare il numero uno dei ricercati. L'intera SWAT viene messa sott'accusa in un'inchiesta degli Affari Interni, e ogni membro interrogato individualmente. La leadership di Hondo viene messa in discussione a causa del suo stato emotivo: poco prima del raid, infatti, Hondo aveva ricevuto una chiamata di Charice, sua madre, che dal pronto soccorso lo avvertiva del ferimento di Darryl, avvenuto in strada; il ragazzo ha subìto gravi lesioni da due proiettili alla gamba e all'addome, viene operato e poi portato in terapia intensiva. La squadra verrà scagionata grazie al video ripreso da telecamere nascoste installate illegalmente dall'amministratore del palazzo. Il rapporto tra Street e Chris è teso dopo il bacio che si sono scambiati: lui le fa notare che credeva fosse una "cosa reciproca", ma lei risponde di no e lo informa di essere andata a vivere con Ty e Kira.
- Guest star: Deshae Frost (Darryl), Debbie Allen (Charice Harrelson), Larry Poindexter (Sergente Boyer), Nitya Vidyasagar (Sergente Wilson), David Gautreaux (Yannick), Lulu Brud (Frances), David Atkinson (Carlton), Christian Barber (Detective Paz), Casey Ruggieri (Femminay EMT), Jessica Leigh Gonzales (Donna), Chris Lamica (Uomo).
- Ascolti USA: 5 000 000 telespettatori[32]
- Ascolti Italia: 931 000 telespettatori - share 3,86%[33]

## Grilletto facile
- Titolo originale: Trigger Creep
- Diretto da: Oz Scott
- Scritto da: Sarah Alderson e Munis Rashid

### Trama
Darryl ha una crisi che implica una nuova operazione. La rabbia di Hondo non può che aumentare sfociando nella richiesta fatta al suo capo di prendere parte all'indagine per arrestare il colpevole. Il resto della squadra deve indagare sulla scia di morti che sta lasciando un omicida solitario che si muove a Los Angeles: risulterà essere un padre sconvolto per aver perso sua figlia a nove mesi di distanza dalla nascita, tanto da voler uccidere tutti coloro che gli hanno fatto uno sgarbo e che lui ritiene in qualche modo "responsabili". Intanto, l’agente Elle Benson si presenta al Quartier Generale per proporre nuovamente a Cortez di andare sotto copertura in una missione dell'FBI, e l'agente sarà molto tentata di accettare l'incarico. Intanto i rapporti tra Street e Chris sono ancora tesi per via del bacio: lui vorrebbe affrontare l'argomento, ma lei chiarisce che da quel momento "saranno solo colleghi". Hondo riuscirà ad arrestare il criminale che ha sparato a Darryl. Risulta essere il nipote del capo del giovane. Deacon e la squadra fermeranno l'omicida prima che tenti il suicidio. Darryl finalmente si sveglia anche se, secondo i medici, potrebbe non tornare a camminare come prima.
- Guest star: Debbie Allen (Charice Harrelson), Deshae Frost (Darryl), Michael Beach (Leroy), Lorin McCraley (Disco), Christopher Redman (Brad), Abby Brammell (Lara), Jayda Berkmen (Tuana), Angela Scarlet Johnson (Kelly), Justin Barco (Luis), David Marciano (Detective Billings), Mark Espinoza (Jorge), Anjali Bhimani (Agente Benson), Eugene Shaw (Jax), Andy Cohen (Seth), Erica Shaffer (Dottore), Carlie Casey (Frezno Tina), Leigh Bush (Roberts), Brendan Calton (Trainee), Jonathan Eisley (Trucker Cap).
- Ascolti USA: 5 020 000 telespettatori[34]
- Ascolti Italia: 805 000 telespettatori – share 3,69%[33].

## Giustizia sommaria
- Titolo originale: Kangaroo
- Diretto da: Billy Gierhart
- Scritto da: Aaron Rahsaan Thomas e Michael Gemballa

### Trama
Il team SWAT dovrà vedersela contro i redentori che organizzano un tribunale di giustizia per punire in diretta streaming politici cittadini che ritengono corrotti. Mentre uno dei politici sarà impiccato, gli altri due saranno salvati dalla squadra. Nonostante la cattura del capo dei redentori, la squadra dovrà salvare le persone all'interno del palazzo di giustizia prima che saltino in aria. Nel frattempo, Deacon riceve la medaglia al valore civile, il più alto riconoscimento mai raggiunto da un membro della SWAT, anche se non si ritiene degno di riceverla. Hondo è preoccupato che Darryl non stia recuperando né le forze né tantomeno la fiducia in sé stesso: decide così di usufruire dei sessantaquattro giorni di ferie accumulati per fare un viaggio con lui, la meta scelta è l'Australia (perché entrambi affermano di non aver mai visto un canguro da vicino). Nel frattempo, Street rintraccia la madre in una camera di motel e la trova strafatta di droga insieme ad un uomo, lei scambia il figlio per il defunto marito. Riportatala a casa, quando si sveglia gli chiede scusa per essersi fatta vedere in quelle condizioni, ma Street, non senza soffrire, ha deciso di chiamare l'agente per la libertà vigilata per farla arrestare e rimandarla quindi in carcere (avendone la madre violato i termini, e così potrà essere curata).
- Guest star: Sherilyn Fenn (Karen Street), Deshae Frost (Darryl), Steve Louis Villegas (Marcos), Christina Craddick (Stacey), Patrick Hume (Bryce), Luke Forbes (Cinque), Charles Emmett (Consigliere Washington), Alistair Bayardo (Cujo), Seri DeYoung (Gelina), Nicki Micheaux (Leah), Michael Beach (Leroy), Laura James (Molly), Jesus Ruiz (Capo Rivera), Sumalee Montano (Gwen), Sade Devine (Kirsten), Amanda Rivas (Ufficiale di pattuglia), Michelle Gardner (Terapista Forster), Dor Gvirtsman (Kilgore), Enisha Brewster (Abby), Nigel Gibbs (Giudice Shelton).
- Ascolti USA: 5 750 000 telespettatori[35]
- Ascolti Italia: 801 000 telespettatori – share 4,63%[33].